# Pohnojki
Pohnojki (biał. Пагнойкі; ros. Погнойки) – chutor na Białorusi, w obwodzie witebskim, w rejonie miorskim, w sielsowiecie Nowy Pohost.
Dawniej używana nazwa – Pognojki.

## Historia
W czasach zaborów zaścianek szlachecki w gminie Nowy Pohost, w powiecie dzisieńskim, w guberni wileńskiej Imperium Rosyjskiego.
W latach 1921–1945 wieś leżała w Polsce, w województwie wileńskim, w powiecie dziśnieńskim (od 1926 w powiecie brasławskim) w gminie Nowy Pohost.
Według Powszechnego Spisu Ludności z 1921 roku zamieszkiwało tu 25 osób, 6 było wyznania rzymskokatolickiego a 19 prawosławnego. Jednocześnie 6 mieszkańców zadeklarowało polską a 19 białoruską przynależność narodową. Było tu 5 budynków mieszkalnych. W 1931 w 7 domach zamieszkiwało 30 osób.
Wierni należeli do parafii rzymskokatolickiej i prawosławnej w Nowym Pohoście. Miejscowość podlegała pod Sąd Grodzki w Drui i Okręgowy w Wilnie; właściwy urząd pocztowy mieścił się w Nowym Pohoście.
W wyniku napaści ZSRR na Polskę we wrześniu 1939 miejscowość znalazła się pod okupacją sowiecką. 2 listopada została włączona do Białoruskiej SRR. Od czerwca 1941 roku pod okupacją niemiecką. W 1944 miejscowość została ponownie zajęta przez wojska sowieckie i włączona do Białoruskiej SRR.
Od 1991 w składzie niepodległej Białorusi.